# Aeronautica militare ucraina
L'Aeronautica militare ucraina (in ucraino Військово-Повітряні Сили України?, Vijs'kovo-Povitrjani Syly Ukraïny), è la forza armata dell'Ucraina con compiti di aeronautica militare; come tale controlla lo spazio aereo, dispone interventi aerei contro unità e strutture nemiche, fornisce supporto aereo alle forze di terra e alla marina. Ha in servizio 36 300 uomini e 225 aeromobili.

## Struttura e organizzazione
Attualmente l'Aeronautica militare ucraina è organizzata come segue:
 Comando dell'Aeronautica Militare (Vinnycja, unità militare A0215)
- Brigata fucilieri combinata[1]
- 7ª Brigata aerotattica "Petro Franko" (Starokostjantyniv, unità militare A2502)
- 19ª Brigata radiotecnica speciale "Bug Meridionale" (Halycynove)
- 25ª Brigata aerea trasporti (Melitopol', unità militare A3840)
- 203ª Brigata aerea addestramento "Vladyslav Rykov" (unità militare A4104)
- 299ª Brigata aerotattica "Tenente generale Vasyl' Nikiforov" (Mykolaïv, unità militare A4465)
  -  344º Battaglione sicurezza
- 383ª Brigata sistemi aerei senza pilota (Chmel'nyc'kyj, unità militare A3808)
- 456ª Brigata aerea trasporti "Dmytro Maiboroda" (Vinnycja, unità militare A1231)
- 101º Reggimento comunicazioni "Vinnycja" (Vinnycja, unità militare A2656)
- 182º Nodo informazioni e telecomunicazioni (Vinnycja, unità militare A1660)
- Centro comando e controllo dell'aviazione (Vinnycja, unità militare A0535)
- 38º Centro addestramento congiunto "Vasyl'kiv" (Vasyl'kiv, unità militare A0704)
- 41º Centro addestramento (Danylovka, unità militare A2682)
- altre unità di supporto

 Comando aereo "Ovest" (Leopoli, unità militare A0780)
- 1ª Brigata radiotecnica "Galizia-Volinia" (Lipnyky, unità militare A4324)
- 11ª Brigata missilistica contraerea "Šepetivka" (Šepetivka, unità militare A3730)
- 114ª Brigata aerotattica (Ivano-Frankivs'k, unità militare A1349)
- 204ª Brigata aerotattica "Sebastopoli" (Luc'k, unità militare A0959)
  - 343º Battaglione sicurezza (Luc'k, unità militare A4457)
- 540ª Brigata missilistica contraerea "Leopoli-Atamano Ivan Vyhovs'kyj" (Kam"janka-Buz'ka, unità militare A4623)
- 223º Reggimento missilistico contraereo "Fucilieri sič ucraini" (Stryj, unità militare A2847)
- 76º Reggimento comunicazioni "V"jačeslav Čornovil" (Lypnyky, unità militare A2166)
- 17º Battaglione guerra elettronica "Kyrylo Tryl'ovs'kyj" (Kolomyja, unità militare A1267)
- altre unità di supporto

 Comando aereo "Centro" (Vasyl'kiv, unità militare A0820)
- 14ª Brigata missilistica contraerea "Uman" (Poltava, unità militare A2648)
- 15ª Brigata aerea trasporti "Oleh Antonov" (Boryspil', unità militare A2215)
- 39ª Brigata aerotattica (Ozerne, unità militare A1435)
- 40ª Brigata aerotattica "Fantasma di Kiev" (Vasyl'kiv, unità militare A1789)
  -  342º Battaglione sicurezza (Vasyl'kiv, unità militare A4439)
- 96ª Brigata missilistica contraerea "Kiev" (Danylivka, unità militare A2860)
- 138ª Brigata radiotecnica "Transdnipria" (Vasyl'kiv, unità militare A1880)
- 831ª Brigata aerotattica "Myrhorod" (Myrhorod, unità militare A1356)
- 156º Reggimento missilistico contraereo "Maksym Kryvonis" (Zolotonoša, unità militare A1402)
- 210º Reggimento missilistico contraereo (Uman', unità militare A0609)
- 31º Reggimento comunicazioni "Atamano Mychajlo Dorošenko" (Kiev, unità militare A0799)
- 2204º Battaglione guerra elettronica (Kozyn, unità militare A3020)
- altre unità di supporto

 Comando aereo "Sud" (Odessa, unità militare A0800)
- 14ª Brigata radiotecnica "Bohdan Chmel'nyc'kyj" (Odessa, unità militare A1620)
- 160ª Brigata missilistica contraerea "Odessa" (Odessa, unità militare A2800)
- 201ª Brigata missilistica contraerea "Atamano Pylyp Orlyk" (Pervomajs'k, unità militare A2183)
- 208ª Brigata missilistica contraerea "Cherson" (Cherson, unità militare A1836)
- 43º Reggimento comunicazioni "Ivan Lucenko" (Odessa, unità militare A2171)
- 1194º Battaglione guerra elettronica "Atamano Kyryl Bondaruk" (Pervomajs'k, unità militare А2709)
- altre unità di supporto

 Comando aereo "Est" (Dnipro, unità militare A2533)
- 138ª Brigata missilistica contraerea "Dnipro" (Dnipro, unità militare A4608)
- 164ª Brigata radiotecnica "Sloboda" (Charkiv, unità militare A1451)
- 301ª Brigata missilistica contraerea "Nikopol'" (Nikopol', unità militare A0593)
- 302ª Brigata missilistica contraerea "Charkiv" (Charkiv, unità militare A1215)
- 225º Reggimento missilistico contraereo (Poltava, unità militare A4717)
- 57º Reggimento comunicazioni "Atamano Ivan Sulyma" (Dnipro, unità militare A3297)
- altre unità di supporto

## Aeromobili in uso

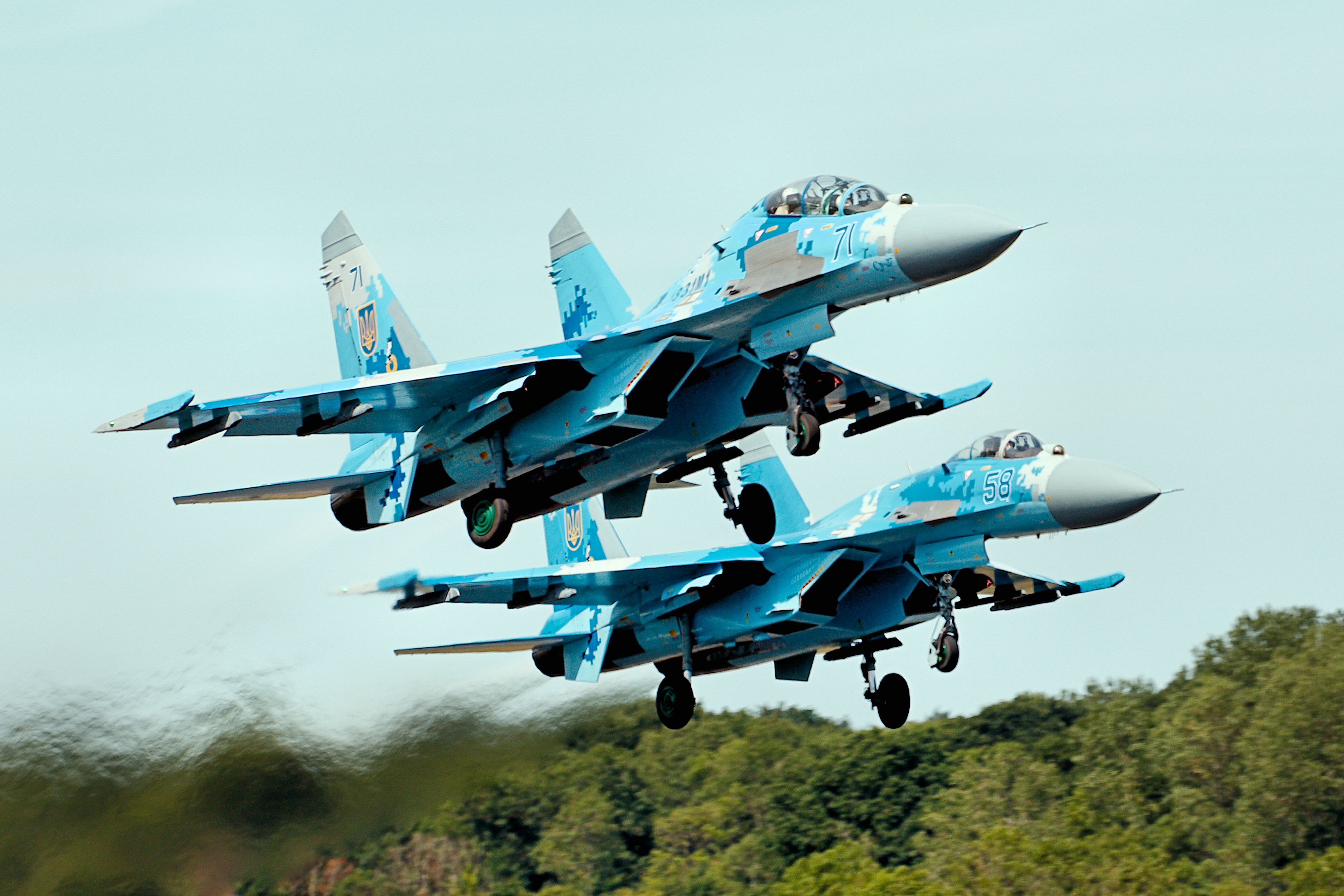
Due Su-27UB ucraini decolla dalla Myrhorod air base

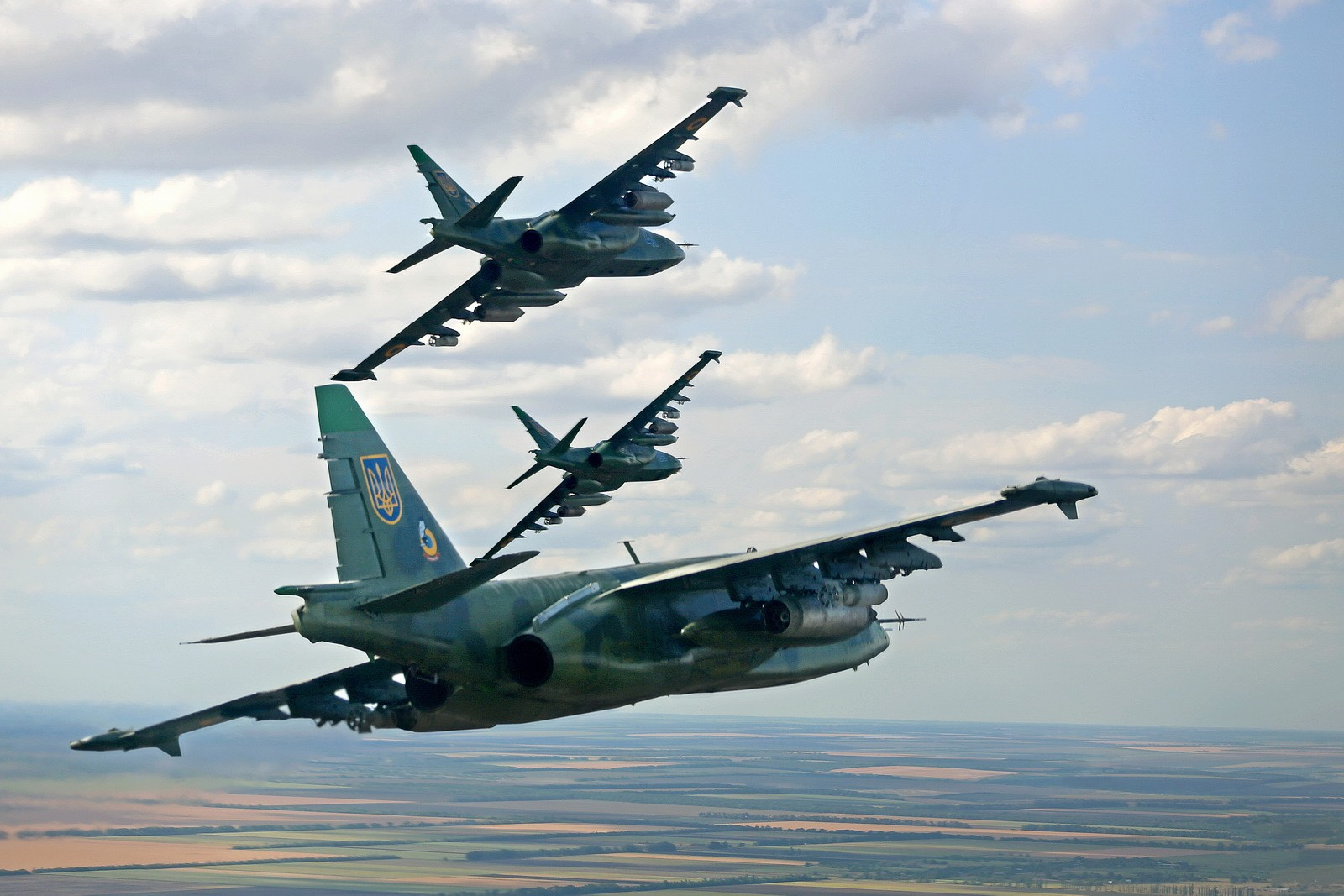
Tre Su-25 ucraini

Sezione aggiornata annualmente in base al World Air Force di Flightglobal del corrente anno. Tale dossier non contempla UAV, aerei da trasporto VIP ed eventuali incidenti accorsi durante l'anno della sua pubblicazione. Modifiche giornaliere o mensili che potrebbero portare a discordanze nel tipo di modelli in servizio e nel loro numero rispetto a WAF, vengono apportate in base a siti specializzati, periodici mensili e bimestrali. Tali modifiche vengono apportate onde rendere quanto più aggiornata la tabella.
Gli aggiornamenti principali qui presenti si possono ricondurre a quello che era l'organico prima dell'invasione russa del 24 febbraio 2022. Ulteriori aggiornamenti, saranno annoverati a seconda delle comunicazioni ufficiali inerenti alle perdite subite nel corso del conflitto, o alle forniture di aerei occidentali.
| Aeromobile                           | Origine     | Tipo | Versione (denominazione locale)      | In servizio (2023) | Note | Immagine |
| Aerei da combattimento               |             | |                                      |                    | |          |
| Dassault Mirage 2000                 | Francia     | aereo da caccia | Mirage 2000-5F                       | 5                  | L'8 ottobre 2024, il ministro della Difesa francese Sébastien Lecornu ha confermato che l'Ucraina riceverà un numero imprecisato di Mirage 2000-5F. All'ottobre 2024 l'addestramento dei piloti e dei meccanici ucraini era già in corso in Francia, mentre gli aerei, che furono modificati per assolvere anche missioni di attacco al suolo, dovevano essere consegnati nel primo trimestre del 2025. Primi esemplari (6 secondo una relazione di bilancio pubblicata dalla Camera bassa dell'Assemblea nazionale francese) consegnati a partire dal 6 febbraio 2025. Un Mirage 2000-5F è stato perso in un incidente il 22 luglio 2025. |          |
| Lockheed Martin F-16 Fighting Falcon | Stati Uniti | cacciabombardiereconversione operativa                                                                             | F-16AMF-16BM                         | ~41                | 95 tra F-16AM e F-16BM ex danesi (19 aerei), olandesi (24 aerei), norvegesi (22 aerei) e belgi (30 aerei, che saranno consegnati con l'obbligo di utilizzarli solo per la difesa in suolo ucraino) saranno forniti a partire da luglio 2024. Secondo fonti ritenute affidabili, il 31 luglio 2024, dovrebbero essere stati consegnati i primi sei-dieci aerei. I primi esemplari (quattro aerei) sono entrati ufficialmente in servizio il 4 agosto 2024. A dicembre 2024, con un ulteriore consegna di velivoli ex danesi, si stima fossero in servizio tra 15 e 19 aerei. Un F-16AM è stato perso per fuoco amico il 26 agosto 2024. Un ulteriore F-16AM è stato perso durante un'operazione di guerra il 12 aprile 2025. Tra il 25 e il 26 maggio 2025 sono stati consegnati 24 tra F-16AM e F-16BM ex olandesi. Un F-16AM è stato perso il 29 giugno 2025. |          |
| Mikoyan-Gurevich MiG-29 Fulcrum      | Russia      | aereo da caccia cacciabombardiere multiruoloconversione operativacacciabombardiere multiruoloconversione operativa | MiG-29MU1MiG-29UBM1MiG-29ASMiG-29UBS | 40/45?             | Allo scioglimento dell'Unione Sovietica furono lasciati in Ucraina circa 220 MiG-29. 80 aerei erano in carico nel 2014. 1 MiG-29MU1 è stato sottoposto a upgrade e riconsegnato a dicembre 2020. 1 biposto MiG-29UBM1 sottoposto a upgrade riconsegnato a marzo 2021. 6 MiG-29 andati distrutti in un attacco missilistico nel febbraio 2022 portano a 20 il totale degli aeromobili in servizio. Il 23 marzo 2023 sono stati consegnati i primi 4 dei tredici esemplari radiati dalla Slovacchia. Al maggio 2025 in organico erano presenti circa 40/45 aerei, di cui 6/9 esemplari biposto. |          |
| Sukhoi Su-27 Flanker                 | Russia      | cacciabombardiere multiruoloconversione operativa                                                                  | Su-27P1MSu-27UP1M                    | 226                | Allo scioglimento dell'Unione Sovietica, si trovavano in Ucraina due prototipi T-10, 43 Su-27, 14 Su-27P, 14 Su-27UB e un Su-27K/Su-33. 36 Su-27 in carico prima della Guerra del Donbass. All'ottobre 2018 dovrebbero essere 17, in quanto un Su-27UB è andato perso il 16 ottobre 2018. La perdita di almeno un esemplare per fuoco amico su Kiev nel corso delle ostilità in Ucraina nel 2022 porta il totale a 25 su-27 monoposto in servizio. Un ulteriore aereo è stato perso il 28 aprile 2025 durante un attacco russo. |          |
| Sukhoi Su-24 Fencer                  | Russia      | cacciabombardiereaereo da ricognizione                                                                             | Su-24MSu-24MR                        | 137                | Dei 25 Su-24M in carico prima della Guerra del Donbass, ne restavano in servizio 20 al giugno 2018 in quanto vi era in atto un aggiornamento degli aerei che erano a terra. Almeno 2 Su-24 abbattuti sul Donbass nel corso delle ostilità in Ucraina del 2022 che portano il totale a 17 esemplari. |          |
| Sukhoi Su-25 Frogfoot                | Russia      | aereo da attacco al suoloconversione operativaaereo da attacco al suoloconversione operativa                       | Su-25KSu-25UBKSu-25M1KSu-25UBM1K     | 15                 | 45 esemplari tra Su-25K e Su-25UBK in carico a maggio 2016. Di questi risultano operativi 12 esemplari che sono stati aggiornati allo standard Su-25M1K e Su-25UBM1K. Ulteriori 3 Su-25K monoposto e 1 Su-25UB biposto ex Macedonia del Nord, stoccati e da rimodernare, sono stati ricevuti a marzo 2023. Almeno uno di questi esemplari ex macedoni (un monoposto) risulta aggiornato e rimesso in servizio a maggio 2023. Un esemplare, il 27 blu, è stato abbattuto il 14 dicembre 2024. |          |
| Aerei per impieghi speciali          |             | |                                      |                    | |          |
| Saab 340 AEW&C                       | Svezia      | AEW | S-100D                               | 1                  | 2 S-100D donati dalla Svenska Flygvapnet svedese il 29 maggio 2024, con il primo esemplare consegnato a fine aprile 2025. |          |
| Antonov An-30 Clank                  | Ucraina     | aereo da ricognizione                                                                                              | An-30                                | 3                  | |          |
| Aeromobili a pilotaggio remoto - UAV |             | |                                      |                    | |          |
| Bayraktar TB2                        | Turchia     | UAV | TB2                                  | 7                  | 12 esemplari consegnati al 2021. Almeno 5 esemplari persi o abbattuti tra la fine del 2021 ed il 2022 portano a 7 il totale degli esemplari in servizio. |          |
| Aerei da trasporto                   |             | |                                      |                    | |          |
| Ilyushin Il-76 Candid                | Russia      | aereo da trasporto strategico                                                                                      | Il-76MD                              | 7                  | |          |
| Antonov An-26 Curl                   | Ucraina     | aereo da trasporto tattico                                                                                         | An-26                                | 21                 | Dei 22 esemplari in servizio a gennaio 2022, 1 è andato perso in un incidente nel corso delle ostilità in Ucraina del 2022. Non chiare le dinamiche dell'incidente. |          |
| Antonov An-70                        | Ucraina     | Aereo da trasporto                                                                                                 | An-70                                | 1                  | |          |
| Antonov An-22 Cock                   | Ucraina     | aereo da trasporto strategico                                                                                      | An-22                                | 1                  | |          |
| Antonov An-72 Coaler                 | Ucraina     | Aereo da trasporto                                                                                                 | An-72AAn-72P                         | 26                 | |          |
| Ilyushin Il-62 Classic               | Russia      | aereo da trasporto VIP                                                                                             | Il-62M                               | 1                  | |          |
| Tupolev Tu-134 Crusty                | Russia      | Aereo da trasporto                                                                                                 | Tu-134                               | 1                  | |          |
| Yakovlev Yak-40 Codling              | Russia      | aereo da trasporto VIP                                                                                             | Yak-40M                              | 1                  | |          |
| Antonov An-178                       | Ucraina     | Aereo da trasporto                                                                                                 | An-178T                              | 0                  | 3 An-178T ordinati il 29 dicembre 2020. |          |
| Aerei da addestramento               |             | |                                      |                    | |          |
| Aero L-39 Albatros                   | Rep. Ceca   | aereo da addestramento                                                                                             | L-39C                                | 42                 | Un esemplare è precipitato il 29 settembre 2017. |          |
| Kharkiv KhAZ-30 ViS-3                | Ucraina     | aereo da addestramento basico                                                                                      | KhAZ-30M                             | 12                 | |          |
| Elicotteri                           |             | |                                      |                    | |          |
| Mil Mi-8 Hip                         | Russia      | elicottero utilityelicottero da guerra elettronica                                                                 | Mi-8TMi-8MTPB Mi-8MTPI               | 151                | 2 Mi-8 da guerra elettronica sono stati aggiornati e riportati in servizio a dicembre 2018. |          |
| Sikorsky UH-60 Black Hawk            | Stati Uniti | elicottero da trasporto tattico                                                                                    | UH-60A                               | 1                  | 1 UH-60A acquistato dalla Direzione dell’Intelligence del Ministero della Difesa ucraino (GUR) e ricevuto a febbraio 2023, ma in carico alla 35ª Squadriglia dell'Aeronautica militare ucraina. Si tratta di un esemplare ex Ace Aeronautics, azienda statunitense che aggiorna UH-60A ex US Army con nuova avionica per fornirli a clienti terzi. |          |
| Aerokopter AK1 Sanka                 | Ucraina     | elicottero da addestramento                                                                                        | AK1-3                                | 4                  | |          |

## Aeromobili ritirati
- Aero L-29 Delfin
- Antonov An-24B Coke
- Antonov An-30B Clank
- Mikoyan-Gurevich MiG-21M Fishbed
- Mikoyan-Gurevich MiG-21PF Fishbed
- Mikoyan-Gurevich MiG-21PFM Fishbed
- Mikoyan-Gurevich MiG-23 Flogger
- Mikoyan-Gurevich MiG-25RB Foxbat
- Mikoyan-Gurevich MiG-25RBS Foxbat
- Nieuport 17
- Sukhoi Su-15 Flagon

## Gradi

### Ufficiali
| Gradi           | Ufficiali generali                  | Ufficiali generali          | Ufficiali generali                  | Ufficiali generali  | Ufficiali superiori       | Ufficiali superiori | Ufficiali superiori | Ufficiali inferiori                 | Ufficiali inferiori | Ufficiali inferiori                 | Ufficiali inferiori |
| --------------- | ----------------------------------- | --------------------------- | ----------------------------------- | ------------------- | ------------------------- | ------------------- | ------------------- | ----------------------------------- | ------------------- | ----------------------------------- | ------------------- |
| Ucraina         |                                     |                             |                                     |                     |                           |                     |                     |                                     |                     |                                     |                     |
| Генерал Heneral | Генерал-лейтенант Heneral-lejtenant | Генерал-майор Heneral-major | Бригадний генерал Bryhadnyj heneral | Полковник Polkovnyk | Підполковник Pidpolkovnyk | Майор Major         | Капітан Kapitan     | Старший лейтенант Stáršyj lejtenant | Лейтенант Lejtenant | Младший лейтенант Mládšyj lejtenant |                     |

Equivalente dell'Aeronautica Militare Italiana
- Генерал (Heneral) - Generale/generale di squadra aerea con incarichi speciali
- Генерал-лейтенант (Heneral-lejtenant) - Generale di squadra aerea
- Генерал-майор (Heneral-major)- Generale di divisione aerea
- Бригадний генерал (Bryhadnyj heneral) - Generale di brigata aerea
- Полковник (Polkovnyk) - Colonnello
- Підполковник (Pidpolkovnyk) - Tenente colonnello
- Майор (Major) - Maggiore
- Капітан (Kapitan) - Capitano
- Старший лейтенант (Stáršyj lejtenant) - Primo tenente[53]
- Лейтенант (Lejtenant) - Tenente
- Младший лейтенант (Mládšyj lejtenant) - Sottotenente

### Sottufficiali, graduati e truppa
| Gradi                                             | Sottufficiali                                   | Sottufficiali                   | Sottufficiali            | Sottufficiali                     | Sottufficiali                   | Sottufficiali   | graduati                         | graduati                      | Truppa        | Truppa |
| ------------------------------------------------- | ----------------------------------------------- | ------------------------------- | ------------------------ | --------------------------------- | ------------------------------- | --------------- | -------------------------------- | ----------------------------- | ------------- | ------ |
| Ucraina                                           |                                                 |                                 |                          |                                   |                                 |                 |                                  |                               |               |        |
| Головний майстер-сержант Holovnij majster-seržant | Старший майстер-сержант Stáršij majster-seržant | Майстер-сержант Majster-seržant | Штаб-сержан Štab-seržant | Головний сержант Holovnij-seržant | Старший сержант Stáršij seržant | Сержант Seržánt | Молодший сержант Mládšij seržant | Старший солдат Stáršij soldat | Солдат Soldat |        |

Equivalente dell'Aeronautica Militare Italiana
- Головний майстер-сержант (Holovnij majster-seržant) - Primo maresciallo
- Старший майстер-сержант (Stáršij majster-seržant) - Maresciallo di prima classe
- Майстер-сержант (Majster-seržant) - Maresciallo di seconda classe
- Штаб-сержан (Štab-seržant) - Maresciallo di terza classe
- Головний сержант (Holovnij-seržant) - Sergente maggiore capo
- Старший сержант (Stáršij seržant) - Sergente maggiore
- Сержант (Seržánt) - Sergente
- Молодший сержант (Mládšij seržant) - Primo aviere
- Старший солдат (Stáršij soldat) - Aviere scelto
- Солдат (Soldat) - Aviere

## Personale decorato durante la 2ª invasione russa dell'Ucraina
N.B.: Il seguente elenco non include i piloti dell'Aviazione dell'Esercito ucraino e di quelli della Marina.
- magg. Dmytro Valerijovyč Kolomijec' †
- ten. col. Eduard Mykolajovyč Vahorovs'kyj †
- ten. col. Volodymyr Mychajlovyč Kochans'kyj †
- 1º ten. Roman Serhijovyč Pasulka †
- ten. Vitalij Anatolijovyč Movčan †
- ten. col. V"jačeslav Volodymyrovyč Jerko †
- 1º ten. V"jačeslav Denysovyč Radionov †
- magg. Dmytro Oleksandrovyč Kulikov  †
- magg. Mykola Volodymyrovyč Savčuk  †
- ten. col. Oleksandr Oleksandrovyč Žibrov †
- 1º ten. Andrij Andrijovyč Herus
- col. Oleksandr Volodymyrovyč Mostovyj
- col. Oleksandr Jakovyč Oksančenko †
- cap. Oleksandr Oleksandrovyč Ščerbakov †
- ten. col. Hennadij Vasyl'ovyč Matuljak †
- cap. Andrij Mykolajovyč Antychonovyč †
- 1º ten. Andrij Oleksandrovyč Maksymov, ex p.g.
- magg. Stepan Ivanovyč Ciobanu †
- magg. Ruslan Oleksandrovyč Bilous †
- cap. Roman Oleksandrovyč Dovhaljuk †
- magg. Oleksandr Petrovyč Brynžala †
- col. Mykola Mykolajovyč Kovalenko  †
- cap. Jevhen Viktorovyč Kazimirov  †
- cap. Oleksandr Bohdanovyč Korpan †
- cap. Vadym Serhijovyč Moroz  †
- magg. Andrij Oleksandrovyč Ljutašyn †
- magg. Jevhen Vadymovyč Lysenko †
- magg. Roman Heorhijovyč Čechun †
- ten. col. Valerij Mykolajovyč Oškalo †
- magg. Stepan Ivanovyč Tarabalka †
- ten. col. Roman Viktorovyč Vasyljuk, ex. p.g.
- magg. Oleksandr Vasyl'ovyč Kukurba †
- magg. V"jačeslav Anatolijovyč Chodakivs'kyj  †
- magg. Oleksij Oleksandrovyč Kovalenko †
- cap. Dmytro Romanovič Čumačenko †
- cap. Jehor Vasyl'ovyč Seredjuk †
- ten. col. Illja Borysovyč Nehar †
- ten. col. Ihor Vitalijovyč Chmara †
- cap. Serhij Ihorovyč Parchomenko †
- ten. col. Dmytro Vil'hel'movyč Fisher  †
- col. Mychajlo Jurijovyč Matjušenko †
- magg. Jurij Mykolajovyč Krasyl'nikov †
- magg. Anton Valentynovyč Lystopad †
- col. Jurij Viktorovyč Pohorolyj †
- magg. Vadym Andrijovyč Blahovisnyj †
- magg. Taras Viktorovyč Red'kin †
- magg. Vadym Oleksandrovyč Vorošylov
- magg. Danylo Hennadijovyč Muraško †
- col. Viktor Petrovyč Volynec' †
- cap. Ihor Andrijovyč Solomennikov †
- magg. Denys Mykolajovyč Kyryljuk †
- magg. Vladyslav Mychajlovyč Savyel'yev †
- col. Serhij Volodymyrovyč Jaremenko
- ten. col. Rostyslav Pavlovyč Lazarenko
- ten. col. V"jačeslav Mychajlovyč Minka †
- ten. col. Serhij Leonidovyč Prokazyn †
- magg. Andrij Borysovyč Pil'ščykov †
- ten. col. Stanislav Jurijovyč Romanenko †
- cap. Vladyslav Pavlovyč Zalistov'skyj †
- col. Vladyslav Mykolajovyč Rykov †
- ten. col. Andrij Jurijovyč Tkačenko †